# Virton
För andra betydelser, se Virton (olika betydelser).
Virton är en ort och en kommun i Belgien. Den ligger i provinsen Luxemburg och regionen Vallonien, i den sydöstra delen av landet, 170 km sydost om huvudstaden Bryssel. Antalet invånare 1 januari 2023 var 11 381.
Virton är huvudort för arrondissementet Virton, som omfattar 10 kommuner i provinsen Luxembourg, med totalt 55 137 invånare (1 januari 2023).